# Germans Mitchell
Els germans James Lloyd "Jim" Mitchell (Stockton (Califòrnia), 30 de novembre de 1943 – Petaluma, Califòrnia, 12 de juliol de 2007) i Artie Jay Mitchell (Lodi (Califòrnia), 17 de desembre de 1945 – comtat de Marin (Califòrnia), 27 de febrer de 1991) eren empresaris estatunidencs. Van operar al negoci de pornografia i club de striptease a San Francisco i altres parts de Califòrnia des de 1969 fins a 1991, quan Jim va ser condemnat per matar Artie.
Van obrir l'O'Farrell Theatre l'any 1969 com a cinema per adults i en un moment van operar 11 d'aquests negocis. Van produir i dirigir moltes pel·lícules per a adults, inclosa Behind the Green Door el 1972. També van tenir èxit com a acusats en molts casos d'obscenitat. La seva notorietat va augmentar significativament amb el fratricidi de Jim i es van convertir en el tema de tres llibres, X-Rated, Bottom Feeders i 9½ Years Behind the Mitchell Brothers' Green Door i la pel·lícula Rated X.

## Primers anys
El pare dels Mitchell, Robert (conegut com a Bob), d'Oklahoma, era jugador professional. Ell i la seva dona Georgia Mae es van establir a Antioquia, Califòrnia, prop de San Francisco; segons els biògrafs dels germans Mitchell, els van proporcionar una infància relativament estable; els nois eren populars i alguns dels seus amics de la infància es van convertir en membres importants del seu imperi porno.
Jim, un estudiant de cinema a temps parcial a la Universitat Estatal de San Francisco a mitjans dels anys 60, aspirava a convertir-se en un director "important" com Roman Polanski i va dirigir una camarilla de companys amb ambicions similars. Mentre estava a l'escola, va treballar al Follies, un cinema on es mostrava pel·lícules breus i sense arguments amb intèrprets nus, i va observar que cada nit el teatre s'omplia de masturbadors que anaven simplement per la nuesa de la pantalla. Per tant, va percebre la pornografia com una oportunitat de carrera potencialment lucrativa per a ell i Artie, que s'havia llicenciat de l'exèrcit dels Estats Units.

## Cinematografia i O'Farrell Theatre
El 1969, amb l'ajuda de l'esposa d'Artie, Meredith Bradford, formada a l'Ivy League, els germans van complir les seves ambicions llogant i renovant un edifici en ruïnes de dos pisos al 895 O'Farrell Street, que van convertir en l'O'Farrell Theatre, una sala de cinema amb un estudi de cinema improvisat al pis de dalt. També van llogar una instal·lació més gran al 991 Tennessee Street on rodar algunes de les seves pel·lícules; no obstant això, fins i tot els seus fans van admetre que les pel·lícules dels Mitchell variaven en qualitat des de mediocres fins a molt dolentes. Jim Mitchell va dir una vegada: "L'únic Art en [porno] és el meu germà".
Els Mitchell van obrir el Teatre O'Farrell el 4 de juliol de 1969 i es van enfrontar gairebé immediatament a les autoritats. Al llarg dels anys, obririen altres cinemes amb classificació X a Califòrnia, passant molt de temps als jutjats i diners en advocats per mantenir-los oberts mentre els veïns i els funcionaris indignats intentaven repetidament tancar-los.
Es van incorporar com a Cinema 7 (amb la seu a les oficines dels directius del Teatre O'Farrell) i el 1972 van produir una de les primeres pel·lícules pornogràfiques famoses del món, Behind the Green Door, protagonitzada per una desconeguda Marilyn Chambers. La pel·lícula, produïda per 60.000 dòlars, va recaptar més de 25 milions de dòlars.
Els Mitchell es van muntar a l'onada del porno chic, utilitzant alguns dels seus beneficis de Green Door per produir pel·lícules de hardcore força luxoses, com ara Resurrection of Eve el 1973, Sodom and Gomorrah: The Last Seven Days el 1975, C.B. Mamas (1976), The Autobiography of a Flea (1976), Never a Tender Moment (1979), i Beyond De Sade (1979).
Una de les seves últimes pel·lícules de gran pressupost va ser The Grafenberg Spot (1985), amb Traci Lords, que havia entrat a la indústria del vídeo per adults menor d'edat mitjançant una identificació falsa. Els germans Mitchell van ser els primers a transferir títols de pel·lícules a cintes de vídeo i comercialitzar-les mitjançant anuncis a revistes sexuals nacionals. Els germans van ser incorporats al Saló de la fama d'AVN.
El 1985, els germans van fer la seqüela de Behind the Green Door que havia estat molt esperada, i sovint posposada. Van contractar a Sharon McNight, una cantant de cabaret i col·laboradora freqüent de cinema, per dirigir la pel·lícula i, de manera inusual, van optar per reclutar el repartiment la pel·lícula exclusivament amb intèrprets aficionats, malgrat la disponibilitat d'estrelles de la indústria adulta com Lady Ashley Liberty, que acabava de concloure un compromís al Show World Center de Nova York. Els germans Mitchell van audicionar pràcticament tots els nouvinguts que van respondre als seus anuncis (que van aparèixer als tabloides sexuals de Variety i Bay Area). Un grapat de ballarins d'O'Farrell van acceptar petits papers; una d'elles va demanar ser seleccionada com a Gloria, la protagonista femenina, repetint el paper originalment interpretat per Chambers, que no va participar en la seqüela. Mentre que McNight era considerada la ballarina de la casa d'aquesta part, la xicota d'Artie Mitchell, que aleshores es feia dir Missy Manners, es va presentar com a Gloria. El rodatge de la seqüela es va produir principalment al Teatre O'Farrell, i només va durar un dia.
Missy, amb sobrepès i totalment inexperta en l'actuació i el sexe públic, va tenir moltes dificultats per actuar davant de l'equip de filmació; el conjunt va ser tan tens que en un moment donat Jim Mitchell va arengar a un dels seus empleats d'O'Farrell davant de tothom perquè el seu dinar no era adequat. La seqüela de Green Door també va ser la primera pel·lícula de sexe segur del món, en què tots els homes portaven preservatius i un dels personatges va donar consells d'autoprotecció al públic. Amb un pressupost de 250.000 dòlars, Behind the Green Door: the Sequel, segons revistes per a adults, va ser una de les pitjors pel·lícules porno que s'han fet mai, principalment a causa de l'absència d'un repartiment professional.

## Judicis
A mitjans de la dècada de 1970, el crim organitzat de baix nivell va començar a fer còpies no autoritzades de les pel·lícules dels Mitchell, i els germans van prendre represàlies als tribunals. Quan un jutge va dictaminar que el material obscè no podia rebre la protecció dels drets d'autor, els germans finalment es van imposar al Tribunal d'Apel·lacions del 5è Circuit, que va conduir a les advertències de drets d'autor de l'FBI que ara es troben al començament dels vídeos.
El Teatre O'Farrell va ser atacat amb freqüència per obscenitat i càrrecs relacionats, donant lloc a més de 200 casos contra els seus propietaris. Van ser defensats per advocats com Michael Kennedy i l'especialista en drets civils, Joseph Rhine.

## Amics i activitats fora del porno
Els Mitchell eren populars als marges de la societat diversa de San Francisco. Entre els seus amics hi havia un qui és qui de la pornografia més personalitats i celebritats de San Francisco de fora de la ciutat: Warren Hinckle, Herb Gold, Aerosmith, el Black Panther Huey "Doc" Newton, i Jack Palladino. Palladino seria considerat l'investigador privat més car del món. El difunt periodista Hunter S. Thompson era un amic íntim dels germans, i visitava sovint el Teatre O'Farrell. El 1988, els Mitchell van fer un documental de 30 minuts sobre ell, Hunter S. Thompson: The Crazy Never Die.
Thompson va afirmar al seu llibre de 2003 Kingdom of Fear que havia treballat durant un temps el 1985 com a vigilant nocturn al club, una afirmació repetida per alguns articles de notícies. Thompson també va afirmar que els germans Mitchell van passar armes de contraban a l'IRA.
Jim i Artie Mitchell van donar suport a diversos ninotaires, Dan O'Neill entre ells. Durant la Convenció Nacional Demòcrata de 1984, van obrir el pis superior de l'O'Farrell a un grup de ninotaires clandestins, entre ells Victor Moscoso, Robert Crumb, Spain Rodríguez, Ted Richards, S. Clay Wilson, Gary Hallgren i Phil Frank, per cobrir la convenció del San Francisco Chronicle.
Jim va llançar la publicació War News per protestar contra la primera Guerra del Golf; el periodista Warren Hinckle va ser contractat com a editor, Robert Crumb va dissenyar el logotip, i Art Spiegelman i Winston Smith van ser col·laboradors pagats. Altres col·laboradors van ser Daniel Ellsberg, Michael Moore, Paul Krassner, Ron Turner, Bob Callahan, Peter Bagge, Jim Woodring, Trina Robbins, S. Clay Wilson, i Hunter S. Thompson. La publicació va rebre poc suport i es va retirar poc després de la derrota de l'Iraq.

## Vides personals
Jim, divorciat dues vegades, va conviure durant anys amb Lysa Thatcher (nom real Lisa Adams), una antiga estrella d'entreteniment per adults i ballarina d'O'Farrell. Ell i la seva segona esposa Mary Jane van tenir quatre fills i van estar casats durant set anys fins al 1986; un d'ells, Meta, ara és el mànager general d'O'Farrell.
Artie era pare de sis fills, tres amb la seva primera dona, Meredith Bradford (que va conservar el seu nom de soltera i va insistir que els seus fills portessin el cognom Bradford), i els altres amb Karen Hassall, de qui es va divorciar a mitjans dels anys vuitanta. Meredith va assistir a l'escola de dret a càrrec del seu marit i, en graduar-se, va representar els Mitchell fins que Jim la va acomiadar.
El 2011, el fill de Jim, James "Rafe" Mitchell, va ser condemnat per assassinat. El maig de 2014, la filla d'Artie Jasmine, una addicta a la metamfetamina, va ser arrestada per la seva suposada participació en una xarxa de robatori d'identitat. A Bottom Feeders, John Hubner caracteritza els Mitchell com que es barallaven entre ells i amb tothom, alternativament mesquins i difusos, i sovint misògins. Al llibre de Hubner, l'O'Farrell Theatre és una casa d'un mirall de la vergonya, ple de depredadores vestides en bikini que arrepleguen diners d'homes massa insegurs o lletjos per aconseguir noies d'una altra manera.

## Assassinat d'Artie i judici
El 27 de febrer de 1991, Jim, en resposta a les demandes d'amics i associats de "fer alguna cosa" contra Artie, alcohòlic i addicte a la cocaïna, va conduir a casa d'Artie amb un rifle de calibre 22 que havia heretat del seu pare i va disparar mortalment al seu germà. La ballarina d'O'Farrell Julie Bajo (l'amant d'Artie en aquell moment) va trucar immediatament al 911 i la policia va arrestar a Jim minuts després. Marilyn Chambers va parlar al funeral d'Artie, i després va ser enterrat al Cherokee Memorial Park a Lodi.
Després d'un judici molt publicitat en què Jim va ser representat per un vell amic, Michael Kennedy (aleshores un advocat destacat), el jurat va rebutjar un càrrec d'assassinat i el va declarar culpable d'homicidi voluntari. Abans de la condemna de Jim, nombroses persones van parlar en nom seu (presumiblement demanant clemència), inclòs l'exalcalde Frank Jordan, el xerif Michael Hennessey i l'antic cap de policia Richard Hongisto. Mitchell va ser condemnat a sis anys de presó.
Un dels resultats del judici de Jim va ser que els tribunals de Califòrnia van permetre, en una decisió que va establir un precedent, una recreació d'animació per ordinador de l'assassinat que s'inclogués en evidència. L'animació va ser produïda per Alexander Jason, un analista de l'escena del crim que primer havia planejat fer un vídeo per mostrar la complexa sèrie d'esdeveniments que van acabar amb el tiroteig mortal d'Artie. L'animació mostrava les posicions de Jim, Artie, els punts d'impacte de les bales i el camí que van prendre les bales quan van entrar al cos d'Artie. Aquest va ser el primer ús d'una animació per ordinador en 3D en un judici penal. En el seu argument final davant el jurat, Michael Kennedy havia intentat burlar-se de la recreació de la realitat virtual. No obstant això, l'èxit del mètode va portar al seu ús en altres judicis.

## Després de la sortida de la presó
Després de servir tres anys a San Quentin, Jim va ser alliberat el 1997 i va tornar per dirigir el teatre O'Farrell. Jim va establir l'"Artie Fund" per recollir diners per un centre local de rehabilitació de drogues i per al Surf Rescue Squad del Departament de Bombers de San Francisco. (L'any 1990, Artie havia estat atrapat en una marejada a l'Ocean Beach a San Francisco, Jim havia remat per ajudar, i l'equip de rescat de surf els havia ajudat en el rescat d'ambdós; els Mitchell, com a gratitud, van regalar passis gratuïts a l'O'Farrell a tots els membres de l'esquadra.) Els fills d'Artie han denunciat el fons, al·legant que pretén blanquejar l'assassinat d'Artie. Al seu lloc web, descriuen l'assassinat del seu pare com a premeditat i motivat per la cobdícia i la gelosia, i afirmen que les representacions d'Artie als llibres i a la pel·lícula són inexactes. Poc abans de la seva mort, Jim volia canviar el sobrenom de Califòrnia per "l'estat de la presó" i dissenyar una matrícula dient-ho. Tenia la intenció de protestar pels esforços dels agents de la llei i els guàrdies de presons per pressionar per a condemnes de presó més llargues.

## Mort de Jim
Jim Mitchell va morir al seu ranxo del comtat de Sonoma, Califòrnia, el 12 de juliol de 2007, d'un aparent atac de cor. Al funeral a la ciutat de la infància de Jim, Antioch (Califòrnia), el 19 de juliol hi van assistir unes 300 persones, inclòs l'alcalde Willie Brown, l'antic fiscal de districte Terence Hallinan i moltes estrippers d'O'Farrell. Va ser enterrat al costat del seu germà.

## Llibres i pel·lícules
Les biografies dels germans són X-Rated fr David McCumber (1992, ISBN 0-671-75156-5) i Bottom Feeders: From Free Love to Hard Core de John Hubner (1993, ISBN 0-385-42261-X).
L'any 2000, la seva història es va dramatitzar a la pel·lícula Rated X protagonitzada pels germans de la vida real Charlie Sheen i Emilio Estevez com Artie i Jim, amb Estèvez com a director. La pel·lícula es va rodar a Toronto, Ontario, encara que tota la història va passar a la zona de la badia de San Francisco.
El 2001, la sèrie de televisió Forensic Files va emetre un episodi titulat "Sibling Rivalry", que documentava l'assassinat d'Artie i l'ús d'animació forense i anàlisi de so en el judici de Jim.
El llibre de 2007 9½ Years Behind the Green Door (ISBN 1934248622) de Simone Corday descriu els germans des de la perspectiva d'una ballarina de l'O'Farrell i núvia d'Artie.